# The Hockey Book for Girls
The Hockey Book For Girls er en introduktionsbog om hockey for kvinder. Den blev skrevet af den tidligere canadiske kvindelige ishockey spiller Stacy Wilson. Bogen blev udgivet af Kids Can Press i September 2000.
| Bog | Spire Denne artikel om bøger og tidsskrifter er en spire som bør udbygges. Du er velkommen til at hjælpe Wikipedia ved at udvide den. |